# Ferchauer Forst
Koordinaten: 52° 48′ 23″ N, 11° 7′ 9″ O
Der Ferchauer Forst ist ein Naturschutzgebiet in der Gemeinde Kuhfelde im Altmarkkreis Salzwedel in Sachsen-Anhalt.
Das Naturschutzgebiet mit dem Kennzeichen NSG 0049 ist 40,30 Hektar groß. Es ist Bestandteil des 718 Hektar großen FFH-Gebietes „Waldgebiet Ferchau bei Salzwedel“ und grenzt vollständig an das Landschaftsschutzgebiet „Salzwedel-Diesdorf“. Das Gebiet steht seit dem 5. Juli 1978 unter Schutz. Zuständige untere Naturschutzbehörde ist der Altmarkkreis Salzwedel.
Das Naturschutzgebiet liegt südwestlich von Salzwedel. Das aus drei Teilflächen bestehende Naturschutzgebiet stellt teilweise naturnahe Stieleichen-Hainbuchenwälder mit Stechpalmenvorkommen unter Schutz. Alle drei Teilflächen liegen jeweils am Rand eines zusammenhängenden Waldgebietes und grenzen an landwirtschaftliche Nutzflächen. Die nicht unter Naturschutz stehenden Wälder werden vielfach von Fichtenforsten geprägt. In der westlichen Teilfläche des Naturschutzgebietes haben kontaminierte Abwässer einer Bohrschlammdeponie und Borkenkäferbefall zum Absterben der Fichtenbestände geführt. Diese Flächen wurden mit Stieleichen und Buchen verjüngt. Im östlichen Teilstück, in dem die natürlichen Waldgesellschaften am besten ausgebildet sind, ist unter dem Altholzbestand noch die historische landwirtschaftliche Nutzungsform als Wölbacker zu erkennen.
Die Strauchschicht in den Wäldern wird u. a. von Sternmieren wie der Echten Sternmiere, Waldflattergras, Dreinerviger Nabelmiere und Deutschem Geißblatt gebildet. Teilweise sind auch Waldmeister, Waldknäuelgras und Vielblütige Weißwurz zu finden.
Die Waldgebiete sind Lebensraum für zahlreiche Vogelarten. Mehr als 30 Brutvogelarten konnten nachgewiesen werden, darunter eine hohe Dichte an Höhlenbrütern wie Hohltaube, Buntspecht und Star. Weiterhin kommen hier Wespenbussard und Kolkrabe vor. Darüber hinaus ist das Naturschutzgebiet Lebensraum für Baummarder sowie Dam- und Schwarzwild.